# Crocidium multicaule
 Crocidium multicaule  Hook., 1833 è una specie di pianta angiosperma dicotiledone della famiglia delle Asteraceae (sottofamiglia Asteroideae).  Crocidium multicaule è anche l'unica specie del genere  Crocidium  Hook., 1833.

## Etimologia
Il nome del genere (Crocidium) deriva da due parole greche "krokis" (= fibre lanuginose dei panni di lana) e "-idium" è un diminutivo; il nome allude al tomento ascellare presente in questa specie. L'epiteto specifico (multicaule) significa "molti fusti".
Il nome scientifico della specie è stato definito dal botanico William Jackson Hooker (1785-1865) nella pubblicazione " Flora Boreali-Americana [Hooker]; or, the botany of the northern parts of British America..." (Fl. Bor.-Amer. (Hooker) 1(6): t. 118) del 1833. Il nome scientifico del genere è stato definito nella stessa pubblicazione.

## Descrizione

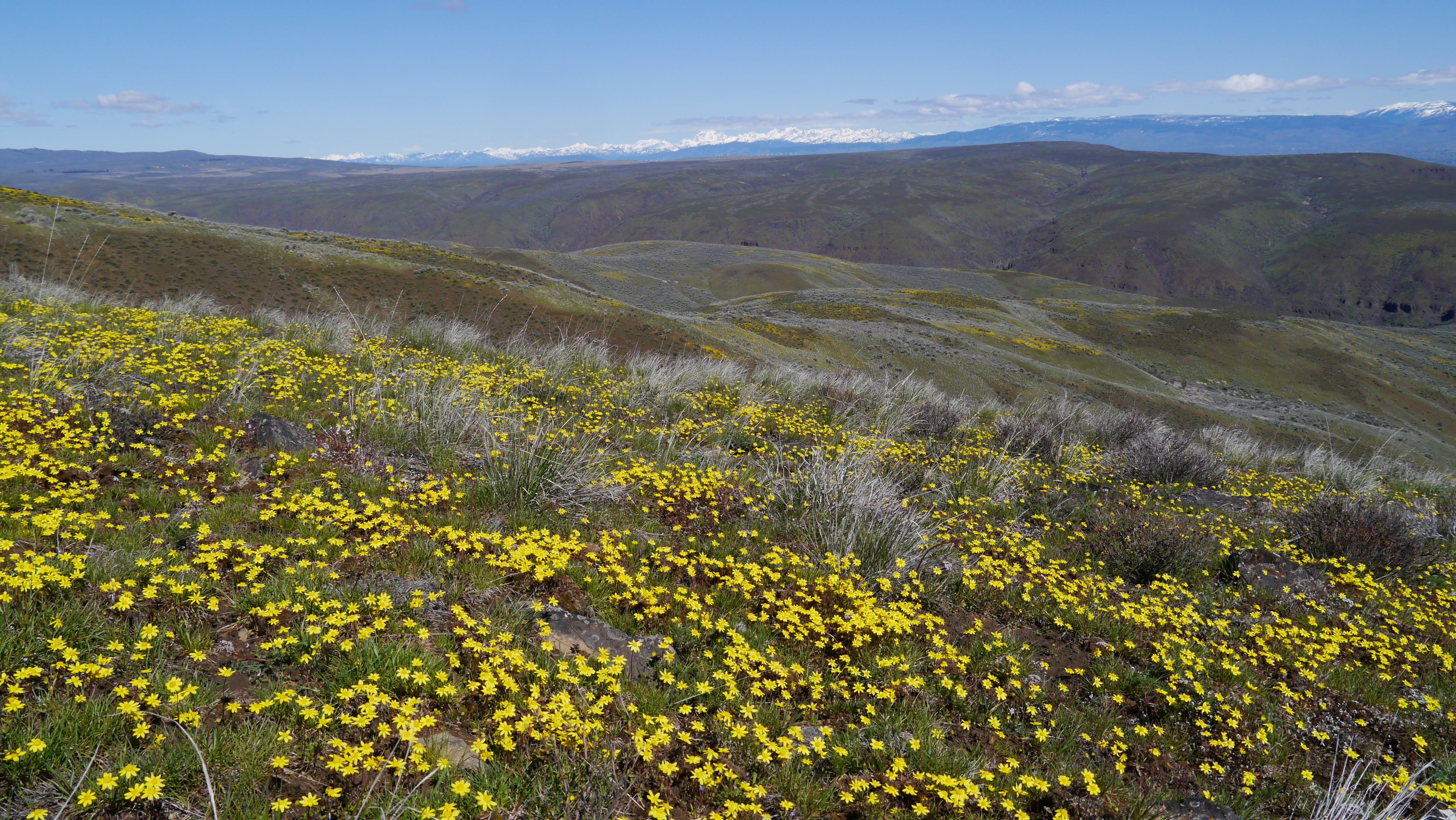
l'habitus

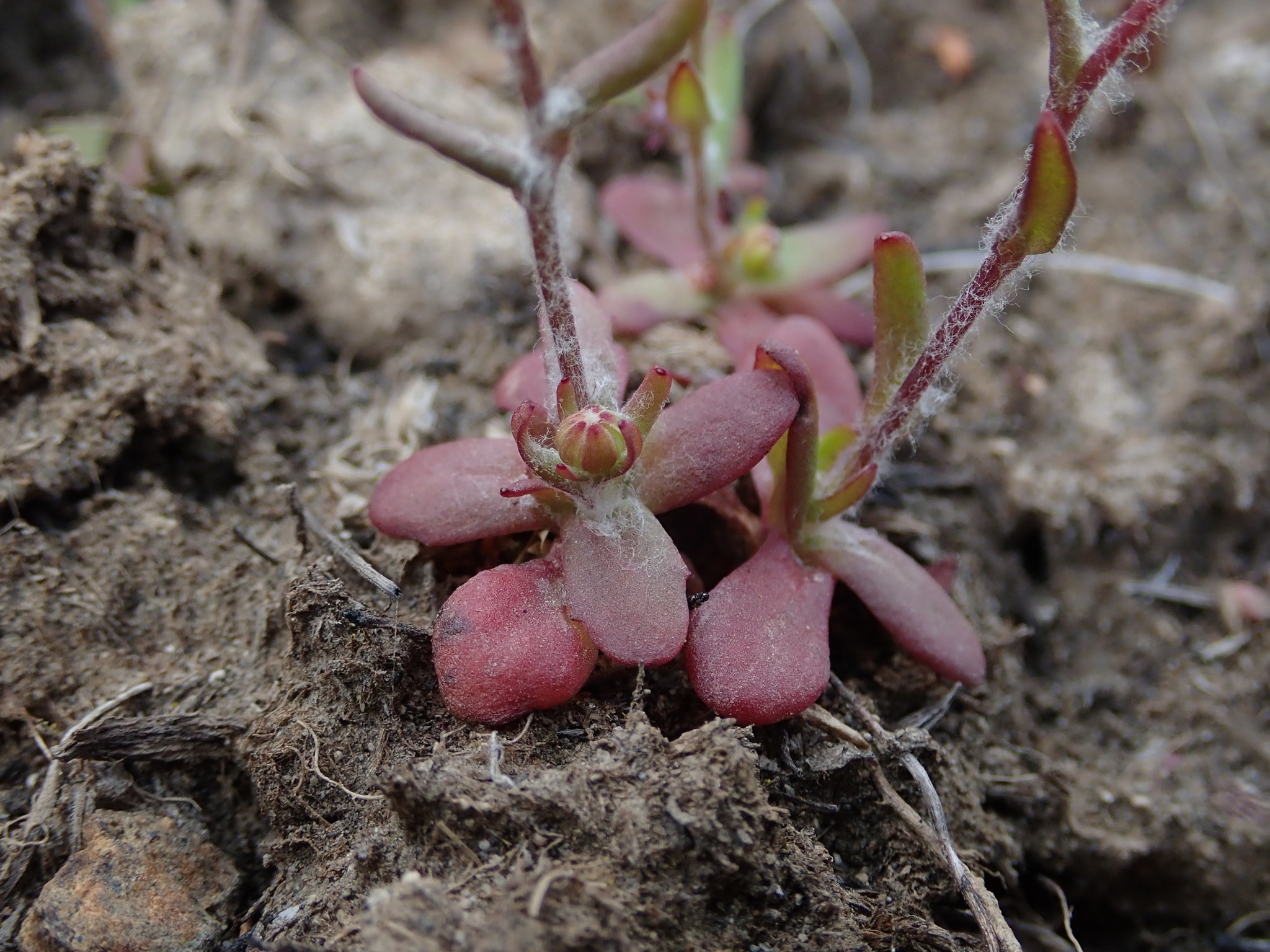
Le foglie basali

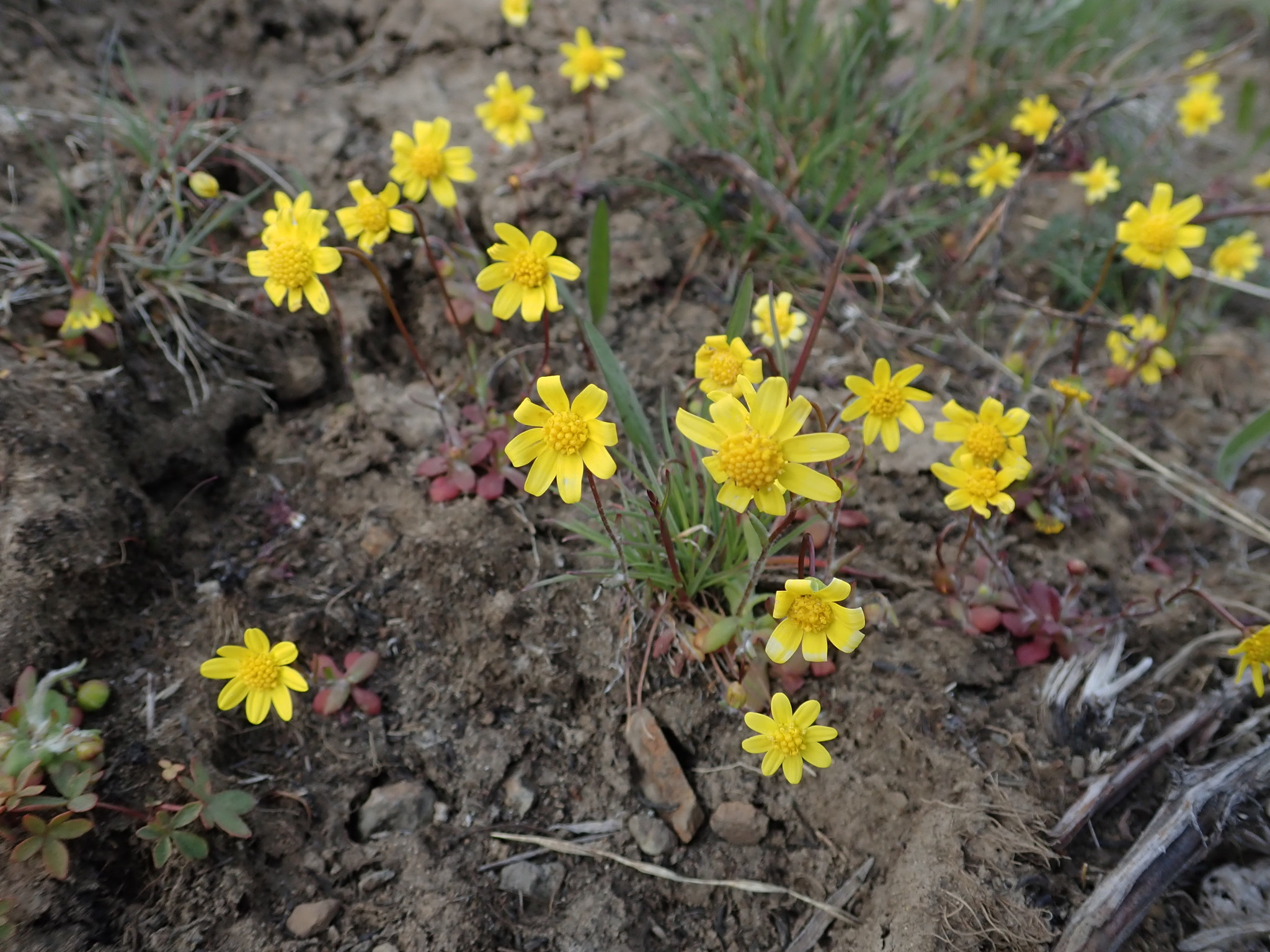
Infiorescenza

Habitus. Crocidium multicaule ha un habitus di tipo piccolo-erbaceo annuale. Le superfici delle piante possono essere sia glabre (in genere) che pubescenti per tomento ascellare. Altezza massima: 2-12 cm.
Radici. Le radici sono secondarie da rizoma.
Fusto. La parte aerea, composta da un fusto con diversi steli, in genere è eretta. La ramosità e soprattutto basale.
Foglie. Le foglie sono sia basali che cauline disposte in modo alternato e sono picciolate  o sessili (quelle superiori). Il contorno della lamina è intero talvolta dentato o lobato con forme da spatolate a oblanceolate, quelle basali; da lanceolate a lineari quelle cauline. La consistenza delle foglie è più o meno carnosa; le superfici sono glabre; le venature sono palmate. Dimensione delle foglie basali: larghezza 3-8 mm; lunghezza 10-25 mm. Dimensione delle foglie cauline: larghezza 1-4 mm; lunghezza 3-12 mm.
Infiorescenza. Le sinflorescenze sono composte da diversi capolini solitari (scaposi). Le infiorescenze vere e proprie sono formate da un capolino terminale peduncolato di tipo radiato. Alla base dell'involucro (la struttura principale del capolino) non è presente un calice. I capolini sono formati da un involucro, con forme più o meno emisferiche, composto da 5 - 13 brattee, al cui interno un ricettacolo fa da base ai fiori di due tipi: quelli esterni del raggio e quelli più interni del disco. Le brattee sono disposte in modo embricato di solito su una sola serie e possono essere connate alla base. Il ricettacolo, a volte alveolato, è nudo (senza pagliette a protezione della base dei fiori); la forma è conica. Diametro dell'involucro: 3-6 mm.
Fiori.  I fiori (fiori del raggio: 5 - 13; fiori del disco: 12 - 60) sono tetra-ciclici (formati cioè da 4 verticilli: calice – corolla – androceo – gineceo) e pentameri (calice e corolla formati da 5 elementi). Sono inoltre ermafroditi, più precisamente i fiori del raggio (quelli ligulati e zigomorfi) sono femminili; mentre quelli del disco centrale (tubulosi e actinomorfi) sono bisessuali o a volte funzionalmente maschili.
- Formula fiorale:

*/x K {\displaystyle \infty }, [C (5), A (5)], G 2 (infero), achenio
- Calice: i sepali del calice sono ridotti ad una coroncina di squame.
- Corolla: nella parte inferiore i petali della corolla sono saldati insieme e formano un tubo. In particolare le corolle dei fiori del disco centrale (tubulosi) terminano con delle fauci dilatate a raggiera con cinque brevi lobi più o meno patenti. Nella corolla dei fiori periferici (ligulati) il tubo si trasforma in un prolungamento da ligulato a filiforme, terminante più o meno con cinque dentelli. Il colore delle corolle è giallo.
- Androceo: gli stami sono 5 con dei filamenti liberi. La parte basale del collare dei filamenti è diritta e uniforme. Le antere invece sono saldate fra di loro e formano un manicotto che circonda lo stilo. Le antere sono senza coda ("ecaudate") con base ottusa. La struttura delle antere è di tipo tetrasporangiato, raramente sono bisporangiate. Il tessuto endoteciale è polarizzato. Il polline è tricolporato (tipo "helianthoid").[12]
- Gineceo: lo stilo è biforcato con due stigmi nella parte apicale. La forma degli stigmi è troncato-penicillata. Le superfici stigmatiche sono separate. L'ovario è infero uniloculare formato da 2 carpelli.

Frutti. I frutti sono degli acheni con pappo. La forma degli acheni è obovoide; la superficie è percorsa da 5 - 6 coste longitudinali e può essere pubescente per peli o papille mucillaginose (se bagnati). Non sempre il carpoforo è distinguibile. Il pappo è formato da 20 - 40 setole snelle, bianche o fulve, densamente barbate e disposte su una sola serie; le setole sono fragili e caduche. A volte il pappo nei fiori del raggio è assente. Dimensione degli acheni: 1,5-2,5 mm. Lunghezza delle setole: 2-4 mm.

## Biologia
Impollinazione: l'impollinazione avviene tramite insetti (impollinazione entomogama tramite farfalle diurne e notturne).

Riproduzione: la fecondazione avviene fondamentalmente tramite l'impollinazione dei fiori (vedi sopra).

Dispersione: i semi (gli acheni) cadendo a terra sono successivamente dispersi soprattutto da insetti tipo formiche (disseminazione mirmecoria). In questo tipo di piante avviene anche un altro tipo di dispersione: zoocoria. Infatti gli uncini delle brattee dell'involucro (se presenti) si agganciano ai peli degli animali di passaggio disperdendo così anche su lunghe distanze i semi della pianta. Inoltre per merito del pappo il vento può trasportare i semi anche a distanza di alcuni chilometri (disseminazione anemocora).

## Distribuzione e habitat
La specie di questa voce è distribuita lungo la costa occidentale del Nord America dalla California alla Columbia Britannica. La massima fioritura è in febbraio-giugno. Queste piante si trovano facilmente in siti erbosi, in presenza di muschi oppure spogli, spesso si trovano in aree disturbati, a volte umide, o nelle foreste di querce, o di conifere e nelle macchie di artemisia. La quota preferita varia da 90 a 1 500 metri.

## Tassonomia
La famiglia di appartenenza di questa voce (Asteraceae o Compositae, nomen conservandum) probabilmente originaria del Sud America, è la più numerosa del mondo vegetale, comprende oltre 23 000 specie distribuite su 1 535 generi, oppure 22 750 specie e 1 530 generi secondo altre fonti (una delle checklist più aggiornata elenca fino a 1 679 generi). La famiglia attualmente (2021) è divisa in 16 sottofamiglie; la sottofamiglia Asteroideae è una di queste e rappresenta l'evoluzione più recente di tutta la famiglia.

### Filogenesi
Il genere di questa voce appartiene alla sottotribù Tussilagininae della tribù Senecioneae (una delle 21 tribù della sottofamiglia Asteroideae). La sottotribù descritta in tempi moderni da Bremer (1994), dopo le analisi di tipo filogenetico sul DNA del plastidio (Pelser et al., 2007) è risultata parafiletica con le sottotribù Othonninae e Brachyglottidinae annidiate al suo interno. Attualmente con questa nuova circoscrizione la sottotribù Tussilagininae s.s. risulta suddivisa in quattro subcladi.
Il genere della specie di questa voce appartiene al subclade abbastanza ben supportato (se si esclude il genere Abrotanella, unico genere della sottotribù Abrotanellinae, in precedenza incluso in questo gruppo) chiamato (informalmente) "Blennospermatinae Nordenstam, 1977" formato dalle specie dei generi  Crocidium, Ischnea e Blennosperma. Questo gruppo è caratterizzato da un involucro biseriato, dai fiori del raggio privi del bulbo, da acheni con pappo quasi nullo e numero cromosomico di base x= 7, 8 o 9. In questo piccolo clade Crocidium è "basale" mentre gli altri due generi formano un "gruppo fratello".
l cladogramma seguente, tratto dallo studio citato e semplificato, mostra una possibile configurazione filogenetica del gruppo.
|  | Crocidium multicaule                                     |
|  |                                                          |
|  | \| \| Blennosperma \| \| \| \| \| \| Ischnea \| \| \| \| |
|  |                                                          |
|  | Blennosperma                                             |
|  |                                                          |
|  | Ischnea                                                  |
|  |                                                          |

|  | Blennosperma |
|  |              |
|  | Ischnea      |
|  |              |

I caratteri distintivi per la specie  Crocidium multicaule sono:
- l'habitus consiste in piccole erbe annuali;
- i filamenti del collare degli stami sono diritti e uniformi;
- il tessuto endoteciale normalmente è polarizzato;
- le superfici stigmatiche sono separate.

Il numero cromosomico della specie è: 2n = 18.

### Sinonimi
Sono elencati alcuni sinonimi per questa entità:
- Crocidium pugetense H.St.John, 1928